# Kunkeliella subsucculenta
Kunkeliella subsucculenta är en sandelträdsväxtart som beskrevs av Kämmer. Kunkeliella subsucculenta ingår i släktet Kunkeliella och familjen sandelträdsväxter. Inga underarter finns listade i Catalogue of Life.